# Von Bülow
von Bülow, även Bülow, är en uradlig tysk släkt från Mecklenburg, känd sedan mitten av 1100-talet. Släkten inkom även till Sverige under 1400-talet, och bildade i Sverige under medeltiden bofast gren. Genom giftermål tillfördes släkten stora delar av Bo Jonsson Grips egendomar men släkten dog ut redan i början av 1500-talet. Under 1600-talet inkom släkten på nytt, men dog snart ut igen. Ätten fortlever i Tyskland, där en linje numera innehar furstlig värdighet. 
Vapen: Dess vapenbild var densamma som ättens i övrigt, nämligen fjorton gyllene rundlar, kulor eller penningar (av dess egna medlemmar i Sverige uppfattade som »bysantiner», dvs. bysantinska mynt) i blått fält.

## Tyska grenen under medeltiden
1321 medverkar Gotfred van Bülow som medsvärjande löftesman när Henrik II av Mecklenburg uppgör genom sin riddare Mårten av Huda äktenskapskontrakt mellan sin son Albert och kung Magnus syster, prinsessan Eufemia Eriksdotter. 
1357 meddelar kaniken av Agsburg, Johannes van Aken, att Hinrik, ärkedjäkne i Tribsees, Vikke, skattmästare och kanik vid domkyrkan i Schwerin, riddaren Reymer och väpnarna Henricus och Danquart, alla av släkten Bülow, har lysts i bann emedan de trots domar och påvebullor ej återställt de schwerinska biskopsgods som de haft i pant, till biskop Albertus. och striden mellan biskop Albrekt i Schwerin och släkten van Bülow om schwerinska stiftsgods var fortfarande olöst 1359 
- Dietrich von Bülow (1460-1523), furstbiskop av Lebus

## Svenska grenen under medeltiden
Redan under Albrekt av Mecklenburgs regering som svensk konung 1363—1389 torde åtskilliga herrar von Bülow mer eller mindre tillfälligt ha uppehållit sig i Sverige, men det var först efter den mecklenburgske konungens fall, som medlemmar av ätten varaktigt bosatte sig här. 
Den sålunda till Sverige helt överflyttade grenens stamfader var riddaren Johan Bülow, begraven i Vadstena kloster i februari 1411. Att han på äldre dagar och säkerligen ej långt före sin död slog sig ned i Sverige sammanhänger förvisso med det förhållandet, att hans söner Detlev och Ficke Bülow ävensom hans dotter Ermegård Johansdotter redan under åren omkring sekelskiftet hade inkommit i landet. 
Detlev och Ficke spåras i Sverige första gången 1399 respektive 1402 som medlemmar av kretsen omkring Knut Bosson (Grip), drotsen Bo Jonsson Grips son, och vid samma tid blev deras ovannämnda syster Ermegård Knut Bossons gemål; måhända hade dessa förbindelser med Bo Jonssons ätt, vilka inom kort (senast 1409) ytterligare stärktes genom Detlev Bülows giftermål med Knut Bossons enda syster Margareta Bosdotter och sålunda tillförde släkten Bülow en god del av Bo Jonssons efterlämnade jordagods, grundlagts på den tid — åren närmast efter drottning Margaretas regeringstillträde 1389 — då drotsens änka och barn uppehöll sig i Mecklenburg på grund av den mellan dem och Margareta rådande konflikten. Utom Ermegård, som blev änka genom Knut Bossons död 1406 och som efter att ha ingått nytt gifte med den bekante greve Hans Ludvigsson av Everstein (död 1447) avled 1421, efterlämnade Johan Bülow ännu ett par döttrar, som också blev bosatta i Sverige: Anna Johansdotter, vigd till nunna i Vadstena kloster, och Ida Johansdotter, som senast under 1420-talets förra hälft äktade riddaren och riksrådet Lars Ulfsson (Aspenäsätten) (död 1445) och som levde ännu 1461. 
Detlev Bülow, som bodde på Bo Jonssons forna gods Brokind i Östergötland, dog omkring 1415 och ärvdes av sin och Margareta Bosdotters son Henrik Bülow, innehavare av den ena huvudparten i det rika arvet efter Bo Jonsson och en mycket förmögen man. Han dog emellertid redan 1439 vid trettio års ålder, och då han saknade bröstarvingar, övergick en stor del av hans omfattande jordegendomar, däribland Brokind och Bjärka-Säby, till hans ovannämnde farbroder Ficke Bülow, som levde till 1454 (eller 1455) och var ättens siste manlige medlem i Sverige. 
Gift med Hebbla Albrektsdotter, dotter till den dansk-tyske hövitsmannen på Bohus borg Albrekt Utzesson Bydelsbak och efter Fickes död omgift med riddaren och riksrådet Arend Bengtsson av Ulvätten, efterlämnade han döttrarna Anna (se nedan 1), Ermegård, d. omkring 1508, gift 1) med riddaren och riksrådet Måns Bengtsson (Natt och Dag), Engelbrekts mördare, död omkring 1477, 2) med riksrådet Jöns Knutsson (Tre Rosor), död omkring 1497, och Beata, nunna i Vadstena från 1470-talets mitt, död där 17 maj 1487. Genom Ermegård övergick Brokind, Bjärka-Säby med flera av Ficke Bülows gods till ätten Natt och Dag. 
Med den i svensk krigstjänst vid 1600-talets mitt anställde generalen Barthold Hartwig von Bülow vann den gamla mecklenburgska adelssläkten åter för en kort tid anknytning till Sverige. Han tillhörde samma wedendorfska linje, från vilken den svenska medeltidsgrenen enligt vad ovan som en möjlighet antagits utgått.
Personer av den svenska grenen av ätten:
Busso von Bülow
1. Johan Bülow (Johann von Bülow, död 1411), gift med Dorotea (möjligen Dorotea Arentsdotter Pinnow))
  1. Henrik Bülow [5]
  2. Detleff Bülow (nämnd 1399-1414), gift med Margareta Bosdotter (Grip), arvtagerska, till Brokind
    1. Henrik Bülow till Brokind

  3. Ficke von Bülow (nämnd 1414-1454), ärvde Brokind från brorsonen, gift med Hebbla Albrektsdotter Bydelsbach.
    1. Anna Fickesdotter Bülow (cirka 1444-1519) abbedissa i Vadstena kloster.
    2. Beata Fickesdotter, nunna i Vadstena
    3. Ermegard Fickesdotter von Bülow till Brokind och Sundby, gift (1466?) med Magnus Bengtsson (Natt och Dag).[6]

  4. Ermegard på Gripsholm gift med 1) Knut Bosson (Grip) till Gripsholm och Vinäs 2) Hans Ludvigsson av Everstein
  5. Ida Johansdotter (Johan Bülows dotter) ärvde Sundby från hennes barn, gift med Lars Ulfsson (Aspenäsätten) till Sundby mm, hade barnen: Erik Larsson, Detlev Larsson, Helena Larsdotter, Kristina Larsdotter, Filippa Larsdotter, Anna Larsdotter och Ermegard Larsdotter alla till Sundby. [7]
  6. Anna (nunna i Vadstena)

## Danska grenen
Ett tiotal grenar av ätten har även överflyttat till Danmark och ätten är upptagen i den danska adeln.
Personer av den danska grenen av ätten:
- Johan von Bülow
- Frantz Christopher von Bülow
- Frederik Rubeck Henrik von Bülow
- Frits Toxwerdt von Bülow

## Kända medlemmar ur tyska grenen efter medeltiden
- Hans von Bülow d.ä.
- Hans von Bülow d.y.
- Barthold Hartwig von Bülow
- Bernhard von Bülow
- Bernhard Ernst von Bülow
- Dietrich Heinrich von Bülow, reseförfattare
- Friedrich Wilhelm von Bülow, preussiska generaler
- Karl von Bülow, tysk fältmarskalk
- Heinrich von Bülow, preussisk diplomat
- Vicco von Bülow, mer känd som Loriot (efter fågeln sommargylling på släktvapnet), komiker, tecknare och dramatiker

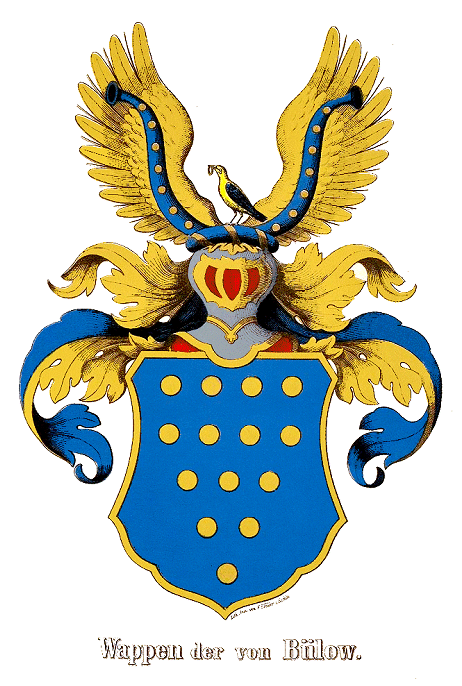
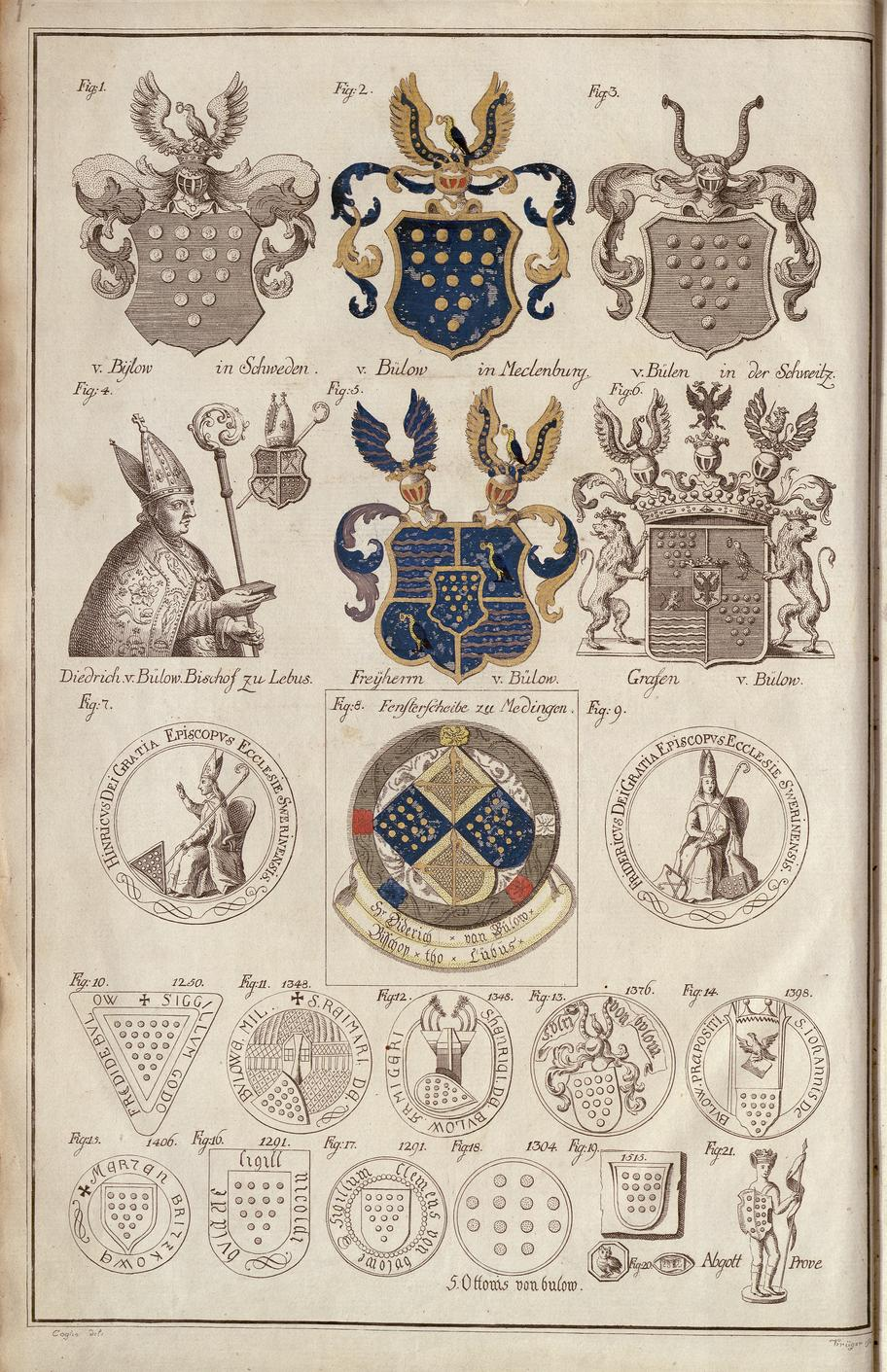

- Ernst von Bülow-Cummerow